# CWISEP J1047+5457
CWISEP J1047+5457 (CWISEP J104756.81+545741.6, CWISEP J1047+54) es una enana marrón descubierta en 2020. CWISEP J1047+5457 fue descubierta en 2020 a partir del catálogo preliminar de CatWISE, que inicialmente se determinó que tenía un tipo espectral de Y0. Las observaciones de seguimiento con espectroscopia JWST (NIRSpec y MIRI) mostraron que tenía un tipo espectral de Y1. 
Las observaciones mostraron que tenía una absorción de monóxido de carbono y dióxido de carbono inusualmente fuerte. Esto hace que el color ch1-ch2 de Spitzer sea extremadamente azul (2.47 ± 0,19 mag) para su tipo espectral y explica la identificación errónea como Y0 en el artículo del descubrimiento. La fuerte absorción podría explicarse por un desequilibrio químico extremo, una gravedad superficial baja o una baja relación carbono-oxígeno. También se detectan en los espectros otras moléculas, como vapor de agua, metano y amoníaco. No se detecta fosfina.
Otro estudio sospecha que este objeto es joven y de baja masa. Los investigadores encuentran que la mayor cantidad de CO y CO2 se puede explicar por una baja gravedad. Una baja gravedad se asocia comúnmente con una edad joven para las enanas marrones. Los investigadores estiman una masa de menos de 3 MJ para una edad de 200 millones de años. Los investigadores también encuentran una probabilidad del 52% de que pertenezca a la asociación Argus de 40 millones de años, lo que reduciría la masa a alrededor de 1 MJ. Esto lo convertiría en uno de los planeta errantes de menor masa.